# Maria Elizabeth van Ebbenhorst Tengbergen
Maria Elizabeth van Ebbenhorst Tengbergen (Hoorn NH, 11 juli 1885 – Zeist, 16 juli 1980) was een Nederlands pianiste, componiste en muziekpedagoge.
Zij was dochter van rijksontvanger (invoerrechten en accijns op suiker) Hendrik Johan van Ebbenhorst Tengbergen en Susanna Maria Gerlings. Haar rouwadvertentie vermeldde "Na een leven gewijd aan muziek".
Ze kreeg een muziekopleiding aan de muziekschool te Leiden, maar studeerde ook in Amsterdam. In 1904 slaagde ze voor de examens voor de Nederlandse Toonkunstenaarsvereniging te Den Haag. Ze kreeg voornamelijk bekendheid door werkjes voor viool- en pianolessen en een boek over solfège dat gebruikt werd bij muziekonderwijs. Zo werden uitgegeven Trekvogels (1934, 14 canons), Winkeltje spelen (1937) en Baron van Hippelepip, die laatste met tekst van Mien Visser-Düker, echtgenote van Leo Visser. Er waren ook serieuzere composities, zoals vier sonatines voor piano, een Kleine suite in C en Drie tertsencirkels (Johann Alsbach, 1936, toonladderstudies voor gevorderden).
Haar muzikale nalatenschap bevindt zich bij het Nederlands Muziek Instituut. Voorts is ze in een pentekening vastgelegd door Engelien Reitsma-Valença.
- Gemeinsame Normdatei: 1056135042
- International Standard Name Identifier: 0000 0003 9624 4132
- Nederlandse Thesaurus van Auteursnamen: 071411836
- Virtual International Authority File: 291116386
- WorldCat: E39PBJtWYRx63vfYbVRCYtRVG3